# Braquis
Braquis település Franciaországban, Meuse megyében. Lakosainak száma 104 fő (2022. január 1.). Braquis Gussainville, Hennemont, Herméville-en-Woëvre és Ville-en-Woëvre községekkel határos.

## Népesség
A település népességének változása:
| Lakosok száma | 105  | 106  | 87   | 84   | 109  | 121  | 119  | 109  | 107  | 104  |
|               | 1968 | 1982 | 1990 | 2006 | 2013 | 2015 | 2017 | 2019 | 2020 | 2022 |